# Hylomyscus stella
Hylomyscus stella är en däggdjursart som först beskrevs av Thomas 1911.  Hylomyscus stella ingår i släktet Hylomyscus och familjen råttdjur. IUCN kategoriserar arten globalt som livskraftig. Inga underarter finns listade i Catalogue of Life.
Denna gnagare förekommer i centrala Afrika. Utbredningsområdet sträcker sig från Nigeria till östra Uganda och Rwanda. Mindre avskilda populationer finns i västra Kamerun, norr om Victoriasjön och i Sydsudan. Arten vistas i låglandet och i bergstrakter upp till 2250 meter över havet. Habitatet utgörs av regnskogar och av regioner med bambu. Hylomyscus stella kan anpassa sig till nyplanterade skogar men hittas sällan på jordbruksmark.
Arten blir 57 till 118 mm lång (huvud och bål), har en 61 till 152 mm lång svans och väger 16 till 32 g. De mjuka håren på ovansidan är mörkgrå vid roten och brun eller rödbrun vid spetsen. Därför ser pälsen på ryggen rödbrun ut. Det finns en tydlig kant mellan den rödbruna ovansidan och den ljusgråa till vita undersidan. På de stora runda öronen förekommer korta fina hår som är nästan osynliga. Svansen är täckt av fjäll som bildar ringar samt av glest fördelade hår. Den femte tån vid bakfötterna är motsättlig.
Individerna klättrar främst i träd och buskar men de går ibland på marken. Under natten söker Hylomyscus stella efter föda som består av insekter som kompletteras med några växtdelar, till exempel frukter och nötter. Honor kan para sig hela året men under regntiden föds fler ungar per kull. Ungarna väger vid födelsen 1,2 till 1,8 g och de är nakna och blinda. Honor blir könsmogna när de väger mellan 13 och 16 g.